# Против Мидия о пощёчине
«Против Мидия о пощёчине» (др.-греч. κατὰ Μειδίου περὶ τοῦ Κονδύλου) — речь древнегреческого оратора Демосфена, написанная в 351/350 году до н. э. (по альтернативной версии — между 350 и 347 годами до н. э.). Осталась не произнесённой, сохранилась в составе «демосфеновского корпуса» под номером XXI. Сохранились и два пересказа содержания этой речи, созданных Либанием, которые, правда, отличаются неточностью.

## Контекст и содержание
Во время одного из праздников Дионисий Демосфен выполнял обязанности хорега от своей филы Пандионида. Его враг по имени Мидий нанёс ему ряд оскорблений, в том числе ударил по лицу прямо во время празднества, на глазах у зрителей. Демосфен обвинил Мидия в святотатстве, тот в свою защиту утверждал, что в момент стычки оратор был всего лишь частным лицом. Народное собрание признало Мидия виновным, а потом дело было передано в суд. Перед процессом Демосфен и написал свою речь. Однако Мидий согласился заплатить ему 30 мин, и на этом дело было улажено, так что речь осталась не произнесённой.